# معركة ياركند
معركة ياركند هي معركة من ضمن حروب سنجان الساعية للانفصال عن الصين جرت في أبريل عام 1934 في ياركند في سنجان بجمهورية الصين.حدثت حين هاجمت الكتيبة 36 في الجيش الوطني الثوري الصيني بقيادة ما زانكانغ قوات مسلمي الأويغور والمتطوعين الأفغان الذين بعث بهم الملك محمد ظاهر شاه لمساعدة مسلمي الأويغور، وانهزمت قوات مسلمي الأويغور في هذه المعركة وقتلا الأمير عبد الله بوغرا وقُطع رأسه وعُرضت في مسجد عيد غا.